# Voeu suprême
Voeu suprème W 385 é uma composição de Cécile Chaminade, com texto de Pierre Reyniel, decicada à cantora lírica Madame Marie Capoy, e publicada por Enoch & Cie. em Paris em 1910.

## Descrição
A música cria uma atmosfera de sonho que corresponde ao texto, e este é sobre sonhar que há muito tempo estar apaixonado, compartilhar uma casa com um cônjuge que a frequenta por temporadas. Este voto de casamento aqui não é quebrado pela morte, mas sim por abandono.
Chaminade define a cena nos compassos de abertura de acompanhamento onde ambas as mãos estão tocando na clave de sol. A maior parte do acompanhamento consiste em arpejos enquanto a voz canta a melodia. As harmonias dos acordes muitas vezes soam etéreas, solidificando ainda mais o humor dessa peça ainda mais claramente. A forma musical é ABA com algumas alterações na seção A final. As frases geralmente têm dois compassos.